# American Beauty (album)
Pour le film du même nom, voir American Beauty.
Albums de Grateful Dead
Workingman's Dead
(1970) Grateful Dead aka Skull & Roses
(1971)
Singles
1. Truckin'
Sortie : janvier 1971

American Beauty (1970) est le cinquième album studio du groupe de rock américain, Grateful Dead. Il est sorti en novembre 1970 sur le label Warner Bros. Records et a été produit par Steve Barncard et le groupe.

## Présentation
L'album a été réalisé la même année que Workingman's Dead, sans leurs ingénieurs du son habituels qui étaient en tournée au moment des enregistrements.
Il est considéré par certains critiques comme le meilleur disque enregistré en studio par le Grateful Dead.
American Beauty confirme le retour du groupe vers ses racines : le bluegrass et surtout la musique country qui avait été amorcé avec le précédent album Workingman's Dead. L’influence du blues se fait discrète et Grateful Dead s’éloigne du rock psychédélique. L’ambiance est très acoustique, Jerry Garcia joue souvent de la guitare sèche, mais aussi de la « pedal steel ».
Ron « Pigpen » McKernan, qui commence à ressentir de graves problèmes médicaux, ne joue que de l’harmonica.
David Grisman réalise les solos sur Friend of the Devil et Ripple à la mandoline.
L'album devient disque de platine le 13 octobre 1986, et multi-platine le 24 août 2001 (plus de 2 millions de disques vendus).
Le magazine Rolling Stone place l'album en 261e position de son classement des 500 plus grands albums de tous les temps. Il est également cité dans l'ouvrage de référence de Robert Dimery Les 1001 albums qu'il faut avoir écoutés dans sa vie et dans différentes autres listes.
En 2016, il reçoit le Grammy Hall of Fame Award.

## Titres de l’album
- Compositions de Jerry Garcia et de Robert Hunter sauf indications contraires.

| Face A | Face A              | Face A                      | Face A | Face A | Face A | Face A | Face A | Face A | Face A |
| No     | Titre               | Auteur                      | Durée  |        |        |        |        |        |        |
| ------ | ------------------- | --------------------------- | ------ | ------ | ------ | ------ | ------ | ------ | ------ |
| 1.     | Box of Rain         | Hunter, Lesh                | 5:16   |        |        |        |        |        |        |
| 2.     | Friend of the Devil | Garcia, John Dawson, Hunter | 3:20   |        |        |        |        |        |        |
| 3.     | Sugar Magnolia      | Weir, Hunter                | 3:15   |        |        |        |        |        |        |
| 4.     | Operator            | Ron Pigpen McKernan         | 2:21   |        |        |        |        |        |        |
| 5.     | Candyman            |                             | 6:12   |        |        |        |        |        |        |
| 20:40  |                     |                             |        |        |        |        |        |        |        |

| Face B | Face B                 | Face B                     | Face B | Face B | Face B | Face B | Face B | Face B | Face B |
| No     | Titre                  | Auteur                     | Durée  |        |        |        |        |        |        |
| ------ | ---------------------- | -------------------------- | ------ | ------ | ------ | ------ | ------ | ------ | ------ |
| 6.     | Ripple (en)            |                            | 4:10   |        |        |        |        |        |        |
| 7.     | Brokedown Palace       |                            | 4:18   |        |        |        |        |        |        |
| 8.     | Till the Morning Comes |                            | 3:13   |        |        |        |        |        |        |
| 9.     | Attics of My Life      |                            | 5:09   |        |        |        |        |        |        |
| 10.    | Truckin' (en)          | Garcia, Lesh, Weir, Hunter | 5:09   |        |        |        |        |        |        |
| 21:41  |                        |                            |        |        |        |        |        |        |        |

| Titres bonus de la réédition de 2003 | Titres bonus de la réédition de 2003 | Titres bonus de la réédition de 2003 | Titres bonus de la réédition de 2003 | Titres bonus de la réédition de 2003 | Titres bonus de la réédition de 2003 | Titres bonus de la réédition de 2003 | Titres bonus de la réédition de 2003 | Titres bonus de la réédition de 2003 | Titres bonus de la réédition de 2003 |
| No                                   | Titre                                | Durée                                |                                      |                                      |                                      |                                      |                                      |                                      |                                      |
| ------------------------------------ | ------------------------------------ | ------------------------------------ | ------------------------------------ | ------------------------------------ | ------------------------------------ | ------------------------------------ | ------------------------------------ | ------------------------------------ | ------------------------------------ |
| 11.                                  | Truckin' (single edit)               | 3:17                                 |                                      |                                      |                                      |                                      |                                      |                                      |                                      |
| 12.                                  | Friend of the Devil (live)           | 4:21                                 |                                      |                                      |                                      |                                      |                                      |                                      |                                      |
| 13.                                  | Candy Man (live)                     | 5:18                                 |                                      |                                      |                                      |                                      |                                      |                                      |                                      |
| 14.                                  | Till the Morning Comes (live)        | 3:20                                 |                                      |                                      |                                      |                                      |                                      |                                      |                                      |
| 15.                                  | Attics of My Life (live)             | 6:31                                 |                                      |                                      |                                      |                                      |                                      |                                      |                                      |
| 16.                                  | Truckin' (live)                      | 10:10                                |                                      |                                      |                                      |                                      |                                      |                                      |                                      |
| 17.                                  | Ripple                               | 3:02                                 |                                      |                                      |                                      |                                      |                                      |                                      |                                      |
| 18.                                  | American Beauty Promo                | 1:11                                 |                                      |                                      |                                      |                                      |                                      |                                      |                                      |
| 37:10                                |                                      |                                      |                                      |                                      |                                      |                                      |                                      |                                      |                                      |

## Musiciens
Grateful Dead:
- Jerry Garcia - guitare, piano, voix
- Bob Weir - guitare, voix
- Ron "Pigpen" McKernan - harmonica, voix
- Phil Lesh - guitare basse, guitare, piano, voix
- Bill Kreutzmann - percussions
- Mickey Hart - percussions

Autres:
- Dave Torbert - guitare basse sur "Box of Rain"
- David Nelson - guitare sur "Box of Rain"
- David Grisman - mandoline sur "Friend of the Devil" et "Ripple"
- Howard Wales - orgue sur "Candyman" et "Truckin", piano sur "Brokedown Palace"
- Ned Lagin - piano sur "Candyman"
- New Riders of the Purple Sage
- Robert Hunter - textes

## Charts et certifications
| Pays         | Durée du classement | Meilleur classement |
| ------------ | ------------------- | ------------------- |
| Allemagne    | 1 semaine           | 100e                |
| Belgique (W) | 1 semaine           | 174e                |
| Canada       | 14 semaines         | 43e                 |
| États-Unis   | 20 semaines         | 19e                 |
| Royaume-Uni  | 2 semaines          | 27e                 |

| Pays       | Certification | Ventes      | Date       |
| ---------- | ------------- | ----------- | ---------- |
| États-Unis | 2 × Platine   | 2 000 000 + | 24/08/2001 |

Charts single
| Date             | Single   | Chart   | Durée du classement | Position |
| ---------------- | -------- | ------- | ------------------- | -------- |
| 25 décembre 1971 | Truckin' | Hot 100 | 8 semaines          | 64e      |

## Document
- "The Grateful Dead" DVD - Falcon Neue Medien- 2005 Documentaire sur l'enregistrement de "American Beauty"